# El Mo'alla
El Mo'alla (Per-Hefa, Pr-ḥfȝ ou Hefa, Ḥfȝ en ancien égyptien) est une ville du 3e nome de Haute-Égypte, le nome de la Forteresse. Elle est située à 35 km au sud de Louxor.

## Histoire
| O1 · Z1 | V28 | I9 · Z4 | F40 | I14 | O49 |

| O1 · Z1 | V28 | I9 · Z4 | F40 | I14 | O49 |

| O1 · Z1 | V28 | I9 · Z4 | F40 | I14 | O49 |

| O1 · Z1 | V28 | I9 · Z4 | F40 | I14 | O49 |

| V28 | I9 | G1 | X1 · O49 |

| V28 | I9 | G1 | X1 · O49 |

| V28 | I9 | G1 | X1 · O49 |

| V28 | I9 | G1 | X1 · O49 |

Cette ville a servi de nécropole à la ville voisine de Djerty (Ḏr.ty, aujourd'hui Tôd) depuis le début de la Première Période intermédiaire. Deux tombes creusées dans la roche, datables de cette période, sont particulièrement remarquables en raison de leur décoration, celle des deux nomarques Ânkhtyfy et Sobekhotep.